# Stara Dąbrowa (stacja kolejowa)
Stara Dąbrowa – nieczynna stacja stargardzkiej kolei wąskotorowej w Starej Dąbrowie, w województwie zachodniopomorskim, w Polsce. Stacja została zamknięta 10 czerwca 2001 roku. Stacja była początkową dla nieczynnej i częściowo rozebranej wąskotorowej linii kolejowej do Drawska Pomorskiego Wąskotorowego. Była także przelotową dla linii kolejowej wąskotorowej ze Stargardu Szczecińskiego Wąskotorowego do Łobza Wąskotorowego.